# لوغرونيو
الكروني أو لكروي أو لوكروني أو لجرونيو أو لوغرونيو (بالإسبانية: Logroño)‏مدينة تقع في شمال إسبانيا، وهي عاصمة منطقة ريوخة.

## الديموغرافيا
بلغ عدد سكان مدينة لكروني 152.641 نسمة عام 2011 (وفقاً للمعهد الوطني للإحصاء الإسباني).
| 123.841 | 127.093 | 136.841 | 144.935 | 145.866 | 152.107 | 152.641 |

## معرض صور

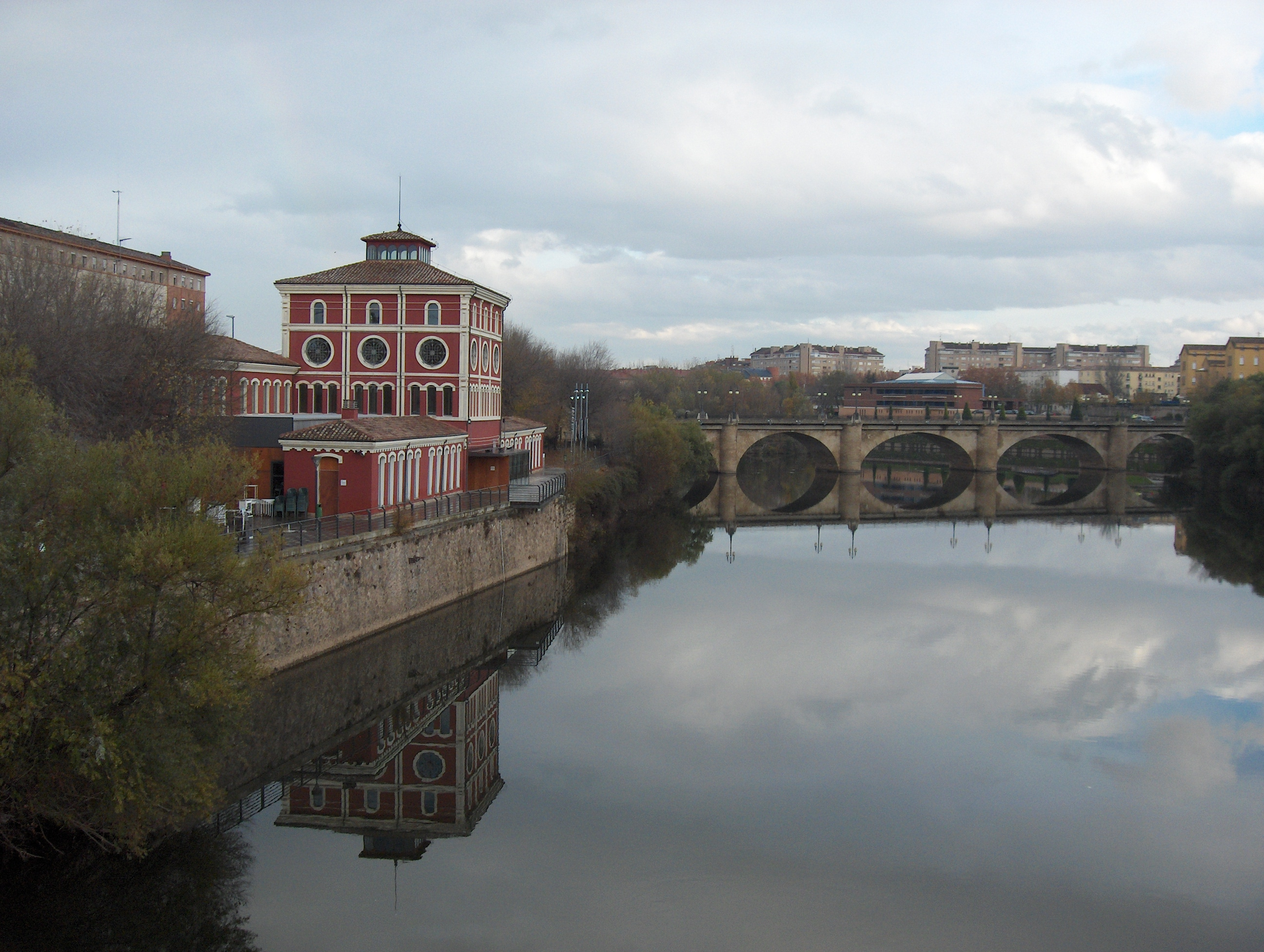
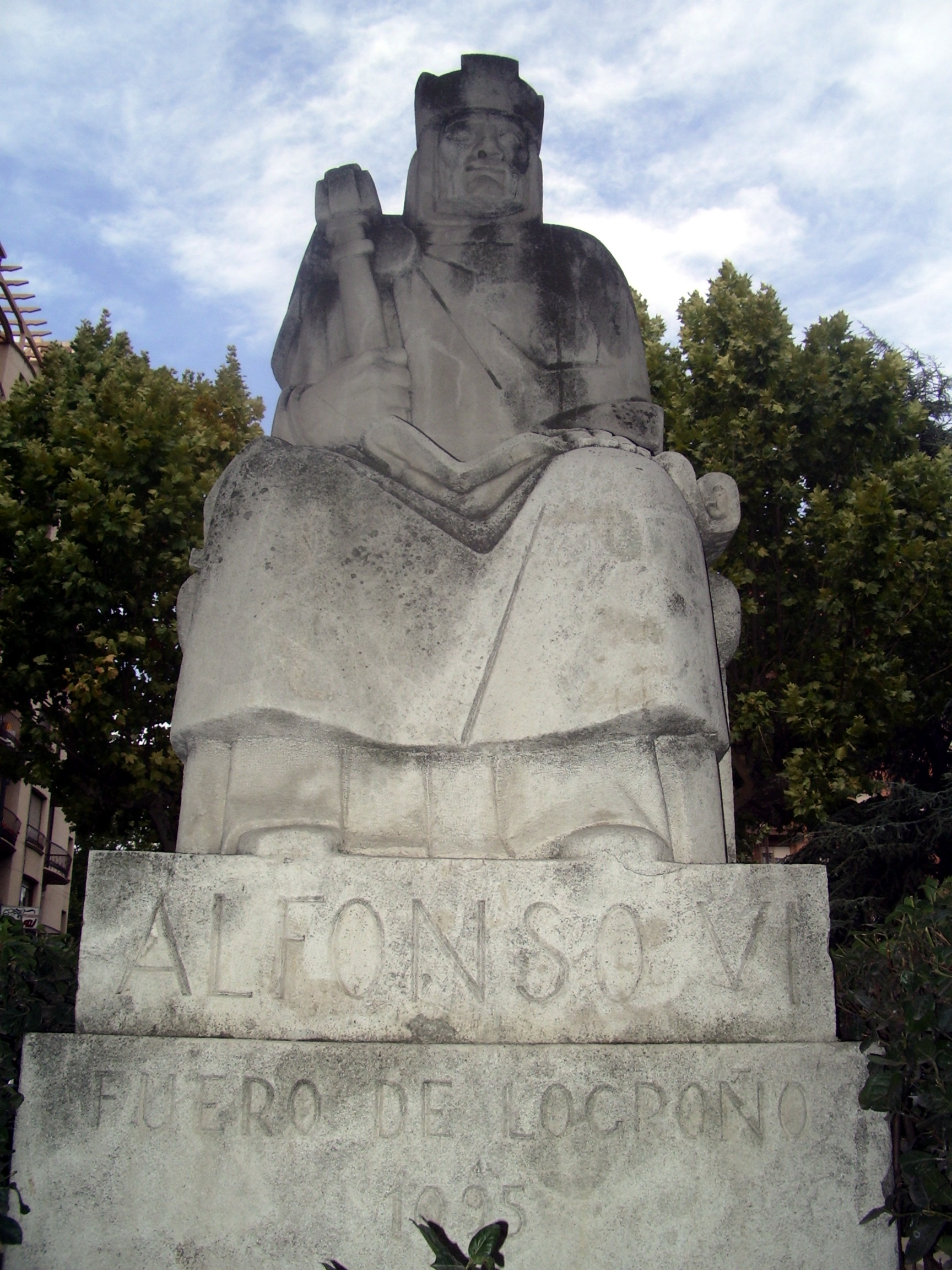
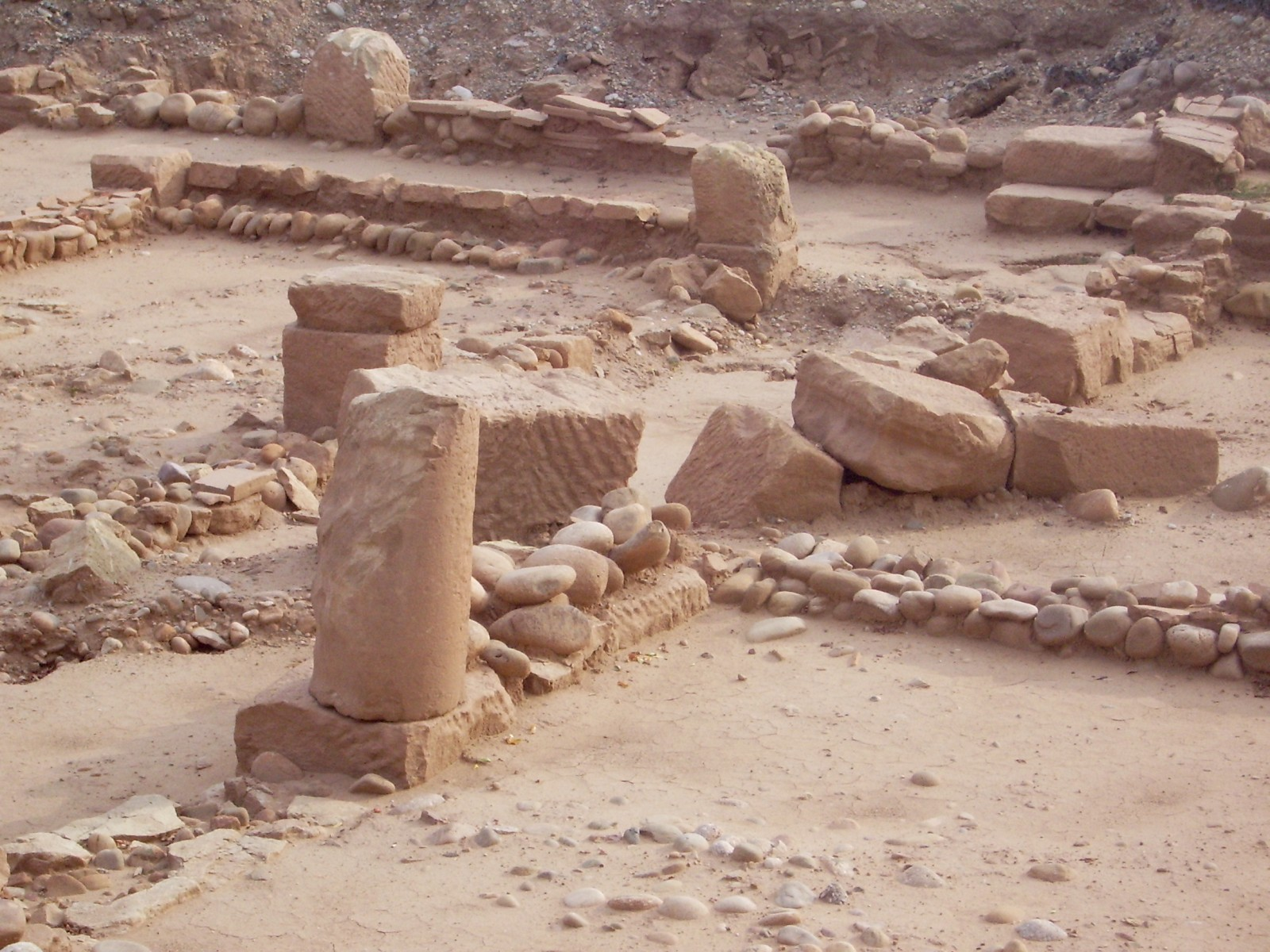
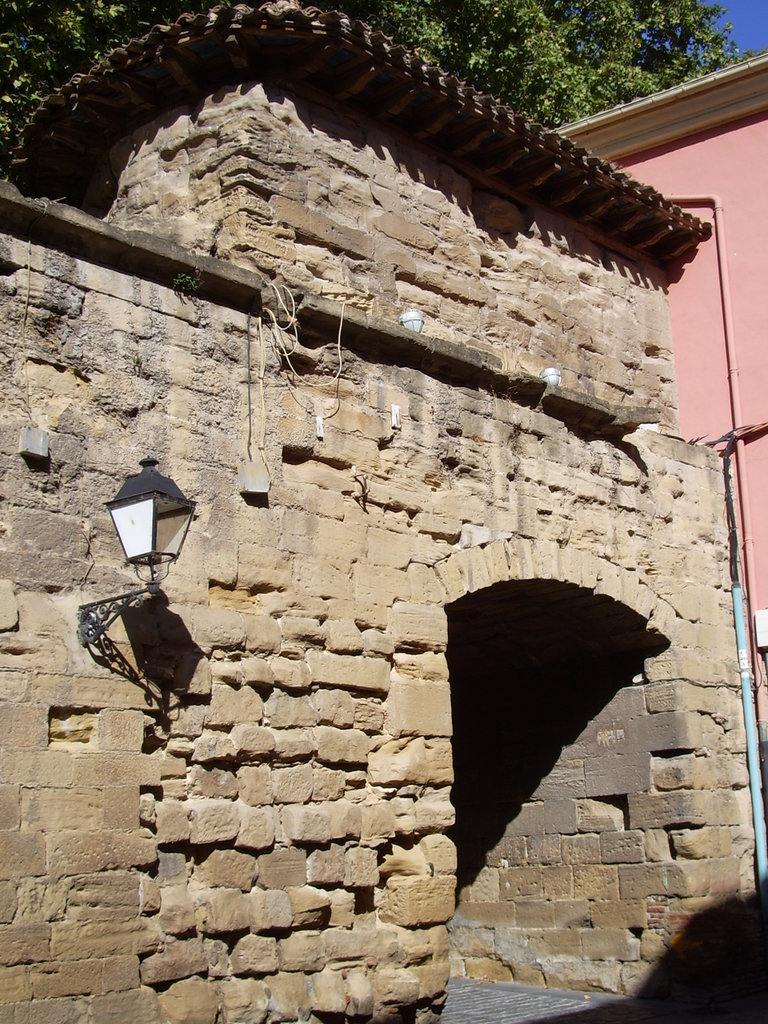
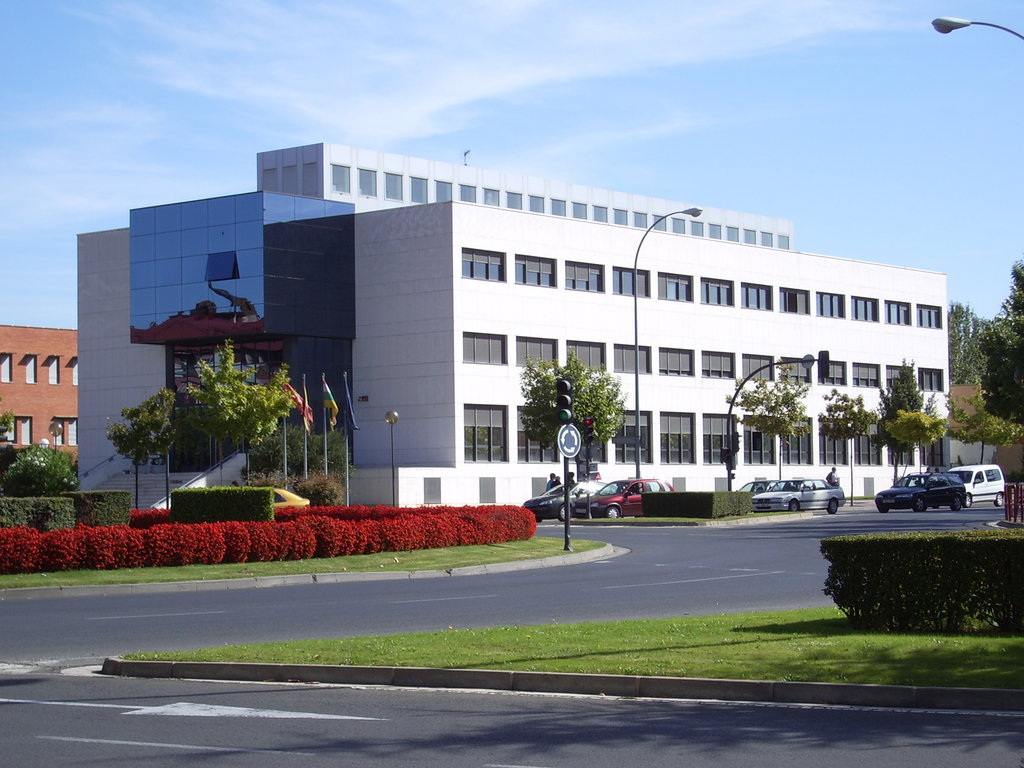

## توأمة
للكروني اتفاقيات توأمة مع كل من:
- دارمشتات (2002 - )
- آش
- بريشا
- فيلهلمسهافن (1990 - )
- ليبورني

## أعلام
- دانييل أرانزوبيا
- خافيير دي بيدرو
- بالدوميرو إسبارتيرو